# Daredevil I Lost
Daredevil I Lost är Plastic Prides debut-EP, utgiven på Desperate Fight Records 1997.

## Låtlista[1]
1. "Tharaque Means Nothing"
2. "Living Machine"
3. "Damage"
4. "For a Father"
5. "Daredevil I Lost"